# Conmael mac Gilla Airi
Conmael mac Gilla Airi (Conamal hijo del virrey Gilli, m. 980) fue uno de los primeros caudillos de Mann y las Hébridas que aparecen en crónicas contemporáneas como «Rey tributario de los Gaell». También se le denomina «ardrieile Gall» (alto rey de los otros Gaell), haciendo referencia a su origen hiberno-nórdico. Los anales de Tigernach mencionan que participó y murió en combate en la batalla de Tara luchando en el bando de Olaf Cuaran, rey de Dublín. El sufijo Airi se refiere que Gilli, el padre de Conmael, era un virrey según los anales de Ulster.